# 马可·奥勒留·马略
马尔库斯·奥勒利乌斯·马里乌斯（拉丁語：Marcus Aurelius Marius，？—269年） 是公元269年波斯图姆斯被刺杀后的高卢帝国皇帝。